# Western Athletic Conference (pallavolo)
La Western Athletic Conference è una delle 32 conference di pallavolo femminile affiliate alla NCAA Division I, la squadra vincitrice accede di diritto al torneo NCAA.
Nel luglio 2026 la Western Athletic Conference cambierà nome in United Athletic Conference. Attualmente, la UAC è un'alleanza tra l'Atlantic Sun Conference e la Western Athletic Conference che opera solo nel football americano.

## Membri

| Squadra            | Sede         | Stato      | Fondazione | Soprannome   | Affiliazione |
| ------------------ | ------------ | ---------- | ---------- | ------------ | ------------ |
| Abilene Christian  | Abilene      | Texas      | 1971       | Wildcats     | 2021         |
| California Baptist | Riverside    | California | 1975       | Lancers      | 2018         |
| Southern Utah      | Cedar City   | Utah       | 1968       | Thunderbirds | 2022         |
| Tarleton State     | Stephenville | Texas      | 1976       | Texans       | 2020         |
| Texas Arlington    | Arlington    | Texas      | 1973       | Mavericks    | 2022         |
| Utah Tech          | St. George   | Utah       | 2006       | Trailblazers | 2020         |
| Utah Valley        | Orem         | Utah       | 2003       | Wolverines   | 2013         |

### Ex membri
| Squadra                 | Ingresso | Uscita |
| ----------------------- | -------- | ------ |
| Brigham Young           | 1990     | 1998   |
| Colorado State          | 1990     | 1998   |
| New Mexico              | 1990     | 1998   |
| San Diego State         | 1990     | 1998   |
| Utah                    | 1990     | 1998   |
| Wyoming                 | 1990     | 1998   |
| Texas El Paso           | 1991     | 2004   |
| CSU Fresno              | 1992     | 2011   |
| UN Las Vegas            | 1996     | 1998   |
| US Air Force Academy    | 1996     | 1998   |
| Texas Christian         | 1996     | 2000   |
| Rice                    | 1996     | 2004   |
| Southern Methodist      | 1996     | 2004   |
| Tulsa                   | 1996     | 2004   |
| Hawaii                  | 1996     | 2011   |
| San José State          | 1996     | 2012   |
| UN Reno                 | 2000     | 2011   |
| Boise State             | 2001     | 2010   |
| Louisiana Tech          | 2001     | 2012   |
| Utah State              | 2005     | 2012   |
| Idaho                   | 2005     | 2013   |
| Denver                  | 2012     | 2012   |
| Texas San Antonio       | 2012     | 2012   |
| Texas State             | 2012     | 2012   |
| Seattle                 | 2012     | 2024   |
| Texas-Pan American      | 2013     | 2014   |
| CSU Bakersfield         | 2013     | 2019   |
| Missouri-Kansas City    | 2013     | 2019   |
| Chicago State           | 2013     | 2021   |
| Lamar                   | 2021     | 2021   |
| New Mexico State        | 2005     | 2022   |
| Sam Houston State       | 2021     | 2022   |
| Texas Rio Grande Valley | 2013     | 2023   |
| Stephen F. Austin State | 2021     | 2023   |
| Grand Canyon            | 2013     | 2024   |

## Arene
| Squadra            | Arena                      | Capacità |
| ------------------ | -------------------------- | -------- |
| Abilene Christian  | Moody Coliseum             | 4 600    |
| California Baptist | Van Dyne Gym               | 987      |
| Southern Utah      | America First Event Center | 5 300    |
| Tarleton State     | Wisdom Volleyball Gym      | 750      |
| Texas Arlington    | College Park Center        | 7 000    |
| Utah Tech          | Old Gym                    | 1 500    |
| Utah Valley        | Lockhart Arena             | 2 000    |

## Albo d'oro
| Anno          | Podio                   | Podio                      | Podio           |
| Campione      | Seconda                 | Terza                      |                 |
| ------------- | ----------------------- | -------------------------- | --------------- |
| 1990 Dettagli | Brigham Young           | New Mexico                 | San Diego State |
| 1991 Dettagli | New Mexico              | Brigham Young              | San Diego State |
| 1992 Dettagli | Brigham Young           | CSU Fresno                 | San Diego State |
| 1993 Dettagli | Brigham Young           | San Diego State New Mexico | -               |
| 1994 Dettagli | Brigham Young           | San Diego State            | New Mexico      |
| 1995 Dettagli | San Diego State         | Brigham Young              | Colorado State  |
| 1996 Dettagli | Brigham Young           | Hawaii                     | -               |
| 1997 Dettagli | Brigham Young           | Hawaii                     | -               |
| 1998 Dettagli | Hawaii                  | Brigham Young              | -               |
| 1999 Dettagli | Hawaii                  | San José State             | CSU Fresno      |
| 2000 Dettagli | Hawaii                  | San José State             | UN Reno         |
| 2001 Dettagli | Hawaii                  | San José State             | -               |
| 2002 Dettagli | Hawaii                  | UN Reno                    | -               |
| 2003 Dettagli | Hawaii                  | San José State             | -               |
| 2004 Dettagli | Hawaii                  | UN Reno                    | -               |
| 2005 Dettagli | Hawaii                  | Utah State                 | -               |
| 2006 Dettagli | Hawaii                  | New Mexico State           | -               |
| 2007 Dettagli | Hawaii                  | New Mexico State           | -               |
| 2008 Dettagli | Hawaii                  | New Mexico State           | -               |
| 2009 Dettagli | Hawaii                  | New Mexico State           | -               |
| 2010 Dettagli | Utah State              | Hawaii                     | -               |
| 2011 Dettagli | Hawaii                  | New Mexico State           | -               |
| 2012 Dettagli | New Mexico State        | Idaho                      | -               |
| 2013 Dettagli | New Mexico State        | CSU Bakersfield            | -               |
| 2014 Dettagli | CSU Bakersfield         | Seattle                    | -               |
| 2015 Dettagli | New Mexico State        | CSU Bakersfield            | -               |
| 2016 Dettagli | Texas Rio Grande Valley | Utah Valley                | -               |
| 2017 Dettagli | CSU Bakersfield         | Texas Rio Grande Valley    | -               |
| 2018 Dettagli | New Mexico State        | Utah Valley                | -               |
| 2019 Dettagli | New Mexico State        | Grand Canyon               | -               |
| 2020 Dettagli | Utah Valley             | New Mexico State           | -               |
| 2021 Dettagli | Utah Valley             | Grand Canyon               | -               |
| 2022 Dettagli | Stephen F. Austin State | Utah Valley                | -               |
| 2023 Dettagli | Grand Canyon            | Stephen F. Austin State    | -               |
| 2024 Dettagli | Texas Arlington         | Abilene Christian          | -               |

## Palmarès
| Squadre                 | Titoli | Stagioni                                                                     |
| ----------------------- | ------ | ---------------------------------------------------------------------------- |
| Hawaii                  | 13     | 1998, 1999, 2000, 2001, 2002, 2003, 2004, 2005, 2006, 2007, 2008, 2009, 2011 |
| Brigham Young           | 6      | 1990, 1992, 1993, 1994, 1996, 1997                                           |
| New Mexico State        | 5      | 2012, 2013, 2015, 2018, 2019                                                 |
| CSU Bakersfield         | 2      | 2014, 2017                                                                   |
| Utah Valley             | 2      | 2020, 2021                                                                   |
| New Mexico              | 1      | 1991                                                                         |
| San Diego State         | 1      | 1995                                                                         |
| Utah State              | 1      | 2010                                                                         |
| Texas Rio Grande Valley | 1      | 2016                                                                         |
| Stephen F. Austin State | 1      | 2022                                                                         |
| Grand Canyon            | 1      | 2023                                                                         |
| Texas Arlington         | 1      | 2024                                                                         |